# 近衛忠房
近衛 忠房（このえ ただふさ、旧字体：近󠄁衞 忠房󠄁）は、幕末期の公家。官位は従一位・左大臣。号は光山。

## 経歴
関白・近衛忠煕の四男。母は島津斉興の養女（実妹）・興子とされているが庶子との説もある。島津斉彬の養女が妻であったこと、さらに父も島津斉興の養女が妻であったことから、薩摩藩との関わりが深かった。弘化4年（1847年）　正五位上に叙任。同年、従四位下、左近衛権少将、左近衛権中将と累進し、嘉永4年（1851年）、権大納言となり、文久2年（1862年）には国事御用掛、左近衛大将兼左馬寮御監となる。文久3年（1863年）内大臣に昇り、慶応3年（1867年）には左大臣となる。
しかし公武合体派である父の秘書的立場にあったので、討幕派が朝廷内の多数を占めると居場所がなくなり、官を辞することになった。さらに王政復古の大号令で新政府が発足すると父とともに参朝を停められた。しかし間もなく許され、新政府で神祇事務総督、議定、刑法事務局督、神祇官知事、神祇大副を歴任した。明治3年（1870年）に父を京都に残して東京へ移住したが、明治6年（1873年）、父に先立って36歳で死去した。忠房の政治的活躍に望みをかけていた忠煕にとって息子の若くしての死は痛手だった。
忠房の息子である篤麿は父が東京に移住した後も京都にあって忠煕に育てられたが、まもなく宮内省の侍従職に任命されて東京へ移住し、その際に忠煕も東京へ移住した。

## 栄典
- 1883年（明治16年）7月14日 - 従一位[4]

## 家族・親族
- 父：近衛忠煕
- 母：郁姫 - 島津斉興の養女、 島津斉宣の娘
- 正室：島津光子 - 島津斉彬の養女、島津久長の娘
  - 長男：近衛篤麿
  - 長女：徳川泰子 - 徳川家達正室
  - 次男：津軽英麿 - 津軽承昭養子
  - 三男：常磐井堯猷 - 常磐井堯熙養子

## 系譜

### 近衛家
近衞家は、藤原忠通の子である近衛基実を始祖とし、五摂家の一つであった。

### 皇室との関係
後陽成天皇の男系10世子孫である。後陽成天皇の第四皇子で近衛家を継いだ近衛信尋の男系後裔。

詳細は皇別摂家#系図も参照のこと。

## 登場作品

### テレビドラマ
NHK大河ドラマ
- 徳川慶喜（1998年） - 演：渡辺規生→小倉雄三
- 篤姫（2008年） - 演：三上市朗
- 西郷どん』（2018年） - 演：大窪人衛

民放
- 天皇の世紀（1971年、朝日放送） - 演：野々浩介

| 公職          | 公職                       | 公職                     |
| ------------- | -------------------------- | ------------------------ |
| 先代 藤波教忠 | 神宮祭主 1871年 - 1872年   | 次代 三条西季知          |
| 先代 白川資訓 | 神祇大副 1870年 - 1871年   | 次代 （欠員→）福羽美静   |
| 先代 鷹司輔煕 | 神祇官知事 1868年 - 1869年 | 次代 中山忠能            |
| 先代 （新設） | 刑法事務局督 1868年        | 次代 山内豊信 刑法官知事 |